# Ingo Mittenzwei
Ingo Mittenzwei (* 22. Januar 1938 in Berlin) ist ein deutscher Rechtswissenschaftler.

## Leben
Er studierte Rechtswissenschaft an der FU Berlin und in Frankfurt am Main (1963 erste juristische Staatsprüfung/1968 zweite juristische Staatsprüfung). Nach der Promotion 1970 an der Universität Frankfurt am Main und der Habilitation 1987 in Köln lehrte er in Saarbrücken, Bielefeld, Mainz und Gießen. 1993 wurde er Professor an der Universität zu Köln und ist zwischenzeitlich emeritiert.
Seine Tätigkeitsschwerpunkte waren bürgerliches Recht, Zivilprozessrecht und Rechtsphilosophie.
Die Schriften Mittenzweis werden im In- und Ausland zur Kenntnis genommen und rezipiert.
Mittenzwei ist Mitglied der Zivilrechtslehrervereinigung.

## Schriften (Auswahl)
- Die Aussetzung des Prozesses zur Klärung von Vorfragen. Eine Untersuchung der Funktion von Aussetzung, Rechtshängigkeit und Rechtskraft bei Verfahrenskonkurrenzen.  Duncker & Humblot, Berlin 1971, ISBN 3-428-02414-1.
- Die Rechtsstellung des Vaters zum ungeborenen Kind. In: Archiv für die civilistische Praxis (Mohr Siebeck), Bd. 187, H. 3, 1987, S. 247–284[4]
- Teleologisches Rechtsverständnis. Wissenschaftstheoretische und geistesgeschichtliche Grundlagen einer zweckorientierten Rechtswissenschaft.  Duncker & Humblot, Berlin 1988, ISBN 3-428-06543-3.
- (Mitautor). Zivilprozeß und Praxis. Das Verfahrensrecht als Grundlage juristischer Tätigkeit. Festschrift für Egon Schneider zur Vollendung des 70. Lebensjahres. Verlag für die  Rechts- und Anwaltspraxis, Herne 1997, ISBN 978-3-927935-84-6.